# 말레이시아 주재 외국공관 목록

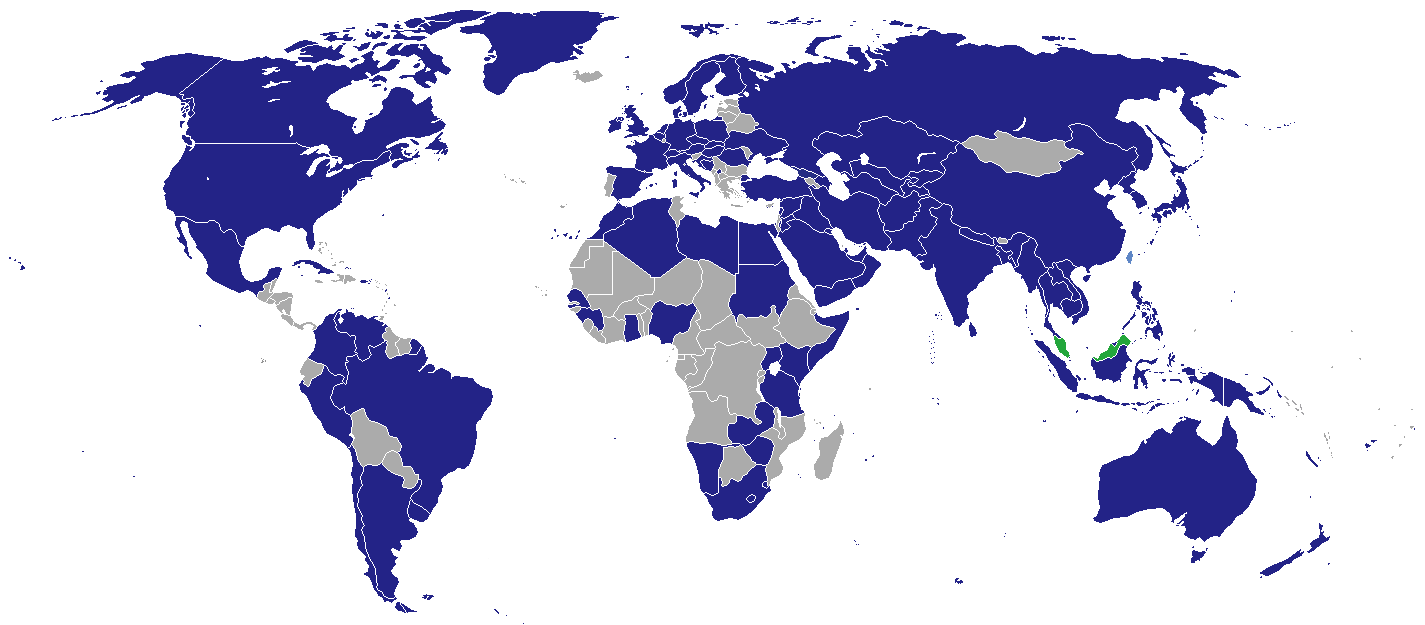
말레이시아 주재 외국공관들.

말레이시아 주재 외국공관 목록은 말레이시아에 주재하는 외국공관(대사관 및 고등판무관 사무소, 영사관)과 동시에 말레이시아과 외교관계는 수립했으나 말레이시아에 공관을 설치하지 않은 국가에 대해 다룬다. 수도 쿠알라룸푸르에 96개국 대사관 및 고등판무관 사무소가 설치되어 있다. 없는 경우는 주로 명예 영사관으로 분류되어 이 대열에서 배제된다.

## 대사관/고등판무관 사무소
쿠알라룸푸르
| - 아프가니스탄 - 알제리 - 아르헨티나 - 오스트레일리아 - 오스트리아 - 아제르바이잔 - 방글라데시 - 벨기에 - 보스니아 헤르체고비나 - 브라질 - 브루나이 - 캄보디아 - 캐나다 - 칠레 - 중국 - 콜롬비아 - 크로아티아 - 쿠바 - 체코 - 덴마크 - 에콰도르 - 이집트 - 피지 - 핀란드 | - 프랑스 - 조지아 - 독일 - 가나 - 기니 - 바티칸 시국 - 인도 - 인도네시아 - 이란 - 이라크 - 아일랜드 - 이탈리아 - 일본 (대사관) - 요르단 - 카자흐스탄 - 케냐 - 대한민국 (대사관) - 쿠웨이트 - 키르기스스탄 - 라오스 - 레바논 - 리비아 - 몰디브 | - 모리셔스 - 멕시코 - 모로코 - 미얀마 - 나미비아 - 네팔 - 네덜란드 - 뉴질랜드 - 나이지리아 - 노르웨이 - 오만 - 파키스탄 - 팔레스타인 - 파푸아뉴기니 - 페루 - 필리핀 - 폴란드 - 카타르 - 루마니아 - 러시아 - 사우디아라비아 - 세네갈 - 싱가포르 - 솔로몬 제도 | - 소말리아 - 남아프리카 공화국 - 스페인 - 스리랑카 - 수단 - 에스와티니 - 스웨덴 - 스위스 - 시리아 - 타지키스탄 - 탄자니아 - 태국 - 동티모르 - 튀르키예 - 투르크메니스탄 - 아랍에미리트 - 영국 - 미국 - 우루과이 - 우즈베키스탄 - 베네수엘라 - 베트남 - 예멘 - 짐바브웨 |

## 대표 사무소
- 중화민국 (타이베이 경제 문화 사무처)
- 유럽 연합 (일반 대표부)

## 영사관 및 총영사관

### 조호르바루
- 싱가포르
- 인도네시아

### 코타바루
- 태국

### 코타키나발루
- 브루나이
- 중국
- 인도네시아
- 일본

### 쿠칭
- 브루나이
- 중국
- 인도네시아

### 페낭
- 중국
- 인도네시아
- 일본
- 태국

### 타와우
- 인도네시아

## 비상주공관
다음 국가들은 말레이시아와 외교 관계는 수립하였으나, 말레이시아에 대사관 또는 고등판무관 사무소를 설치하지 않은 국가들이다. 옆에 병기한 지역에 설치된 공관에서 주 말레이시아 대사관 또는 고등판무관 사무소를 겸임하며, 도시별로 나열한다. 단, #표시는 고등판무관 사무소이다.
| - 아부다비 - 감비아 - 방콕 - 몽골 - 파나마 - 포르투갈 - 베이징시 - 베냉 - 보츠와나 # - 콩고 공화국 - 레소토 # - 말라위 # - 자카르타 - 불가리아 - 그리스 - 모잠비크 # - 세르비아 - 슬로바키아 - 튀니지 - 뉴델리 - 아르메니아 - 볼리비아 - 키프로스 # - 아이슬란드 - 우간다 # - 잠비아 # | - 포트빌라 - 바누아투 # - 산마리노 - 산마리노 - 서울특별시 - 라트비아 - 시에라리온 # - 탈린 - 에스토니아 - 도쿄도 - 부르키나파소 - 코트디부아르 - 지부티 - 과테말라 - 자메이카 # - 미크로네시아 연방 - 말리 - 니카라과 - 발레타 - 몰타 # - 빅토리아 - 세이셸 # - 빌뉴스 - 리투아니아 |

## 개설 예정국
- 레소토
- 잠비아

## 이전에 설치된 대사관 및 고등판무관 사무소
- 알바니아
- 조선민주주의인민공화국 (대사관, 1974년 개설, 2021년 폐쇄)
- 레소토
- 슬로바키아

## 같이 보기
- 말레이시아의 재외공관 목록